# The pack (das Rudel)
The pack (das Rudel)  ist eine Installation des deutschen Künstlers Joseph Beuys (1921–1986) aus dem Jahr 1969.

## Beschreibung
Das Werk besteht aus einem VW-Bus, Baujahr 1961, aus dessen geöffneter Heckklappe 24 aus der DDR importierte Sportschlitten mit Bremsvorrichtung in drei Reihen nebeneinander in entgegengesetzter Fahrtrichtung aufgestellt sind und somit aus dem Fahrzeug „auszuschwärmen“ scheinen. Auf jedem Schlitten befinden sich jeweils eine kleine Menge Fett sowie eine Stablampe und eine eingerollte Filzdecke, die mit mehreren Arterienabbindegurten aufgeschnallt sind. Ein Schlitten unterscheidet sich von den anderen Exemplaren durch die spiegelbildliche Anordnung der Utensilien.

## Hintergrund und Interpretation
Beuys hatte den VW-Bus während seines Aufenthaltes im Februar 1969 in Berlin, wo er seine Aktion Ich versuche Dich freizulassen (machen) durchführte, entdeckt. Der Bus, der kurz zuvor die Sicherheitskontrolle durch den TÜV nicht bestanden hatte, gehörte dem Berliner Galeristen und Freund von Joseph Beuys, René Block, der damit unter anderem seine Bilder und Objekte transportierte und auch an der ersten Präsentation des Werkes mitwirkte.
Nach Beuys’ eigener Aussage findet man als Gepäck auf dem Schlitten „Orientierung, Ernährung, Wärmehaltung, also das, was man im Äußersten, […] auf dem geringsten Lebensniveau braucht, um zu überleben“.
Auf der in Literatur und auf Museumstafeln ausgebreiteten, längst widerlegten Legende über Beuys’ Flugzeugabsturz auf der Krim und der anschließenden Pflege durch nomadisierende Krimtataren mit wärmenden Filzdecken und salbendem Fett basiert eine Interpretation am Kasseler Standort der Installation, die aus den entgegengesetzten Bewegungsrichtungen des Busses und der Schlitten zwei unterschiedliche Lebensformen herausliest: die der vorindustriellen Gesellschaften und die der westlichen, technologisierten Welt.
Den Musik- und Kunstkritiker Reinhard Ermen, Verfasser einer Beuys-Monographie, fasziniert an der Skulptur „ihre niemals endende Vieldeutigkeit“.

„Neben dem optimistischen Szenario wird auch die Andeutung einer (kommenden) Katastrophe sichtbar, frei nach dem Motto ‚Die Ratten verlassen das sinkende Schiff‘. Den in drei sanft gebogenen Reihen Aufbrechenden, die aus dem Leibe der schweren alten Maschine gequollen sind, gehört jedenfalls die Hoffnung. Die ihnen aufgeschnallte Überlebensration, nämlich Fettscheibe und Filzdecke, sind die plastischen Materialien der Zukunft (des Joseph Beuys); außerdem bringen sie noch ihr eigenes Licht in Form einer Taschenlampe mit, während das hölzerne Schlittengefährt selbst von jugendlicher Abenteuerlust erzählt.“

„Die Schlitten entwickeln hier eine ungeheure Aggressivität, sie wirken wie gut ausgerüstete Invasoren [...]. Die Mitglieder des Rudels kommen nicht als Freunde, sie gleichen entschlossen vorwärts gleitenden Eindringlingen [...]. In den historischen Zusammenhang zurückversetzt, aus dem heraus es 1969 entstand, entwickelt es eine politische Aussage von ebenso sinnlicher wie sinnreicher Kraft. 'Das Rudel', es steht für die Invasion der Amerikaner in Vietnam, für Polizisten im Einsatz gegen demonstrierende Studenten, für den Einmarsch des Warschauer Paktes in die CSSR, für das Vorgehen der italienischen Polizei gegen demonstrierende streikende Arbeiter im Herbst 1969 in Mailand usw.“

## Provenienz
Die Installation entstand sukzessiv. Zunächst baute Beuys die Schlitten 1969 unter dem Titel Die Meute im Flur der Düsseldorfer Kunstakademie mit eingeschalteten Stablampen auf. Als Das Rudel wurde das Werk erstmals mit dem VW-Transporter im gleichen Jahr auf dem Kölner Kunstmarkt ausgestellt. Den Doppeltitel The pack (das Rudel) erhielt die Installation 1970 als Bestandteil der Gruppenausstellung „Strategy: get arts – Contemporary Art from Düsseldorf“ im Edinburgh College of Art in Edinburgh.
Der promovierte Naturwissenschaftler und Sachbuchautor Jost Herbig (1938–1994) und seine Frau Barbara Herbig erwarben das Werk auf dem Kölner Kunstmarkt von René Block, der es für 110.000 DM, entsprechend den damaligen Preisen eines Werkes von Andy Warhol oder Robert Rauschenberg, anbot. Es kam im Rahmen ihrer Privatsammlung zeitgenössischer Kunst als Leihgabe nach Kassel in die Neue Galerie. Neben The pack (das Rudel) enthielt die umfangreiche Kollektion weitere Werke von Beuys, bestehend in Zeichnungen, Objekten und Vitrinen. Seit 1976 befindet es sich in einem Beuys zugeordneten Raum der Neuen Galerie in Kassel, den der Künstler selbst einrichtete. Er legte den Standort des Busses und die Ordnung der Schlitten fest. Neben dem Block Beuys, einer sieben Räume umfassenden Installation im Hessischen Landesmuseum Darmstadt, ist der Kasseler Raum eine der bedeutendsten Installationen von Joseph Beuys. 
Nachdem die Herbigs den Leihvertrag für ihre Sammlung Ende der 1980er Jahre zunächst nicht um weitere zehn Jahre hatten verlängern wollen, erwarb das Land Hessen mit der Unterstützung der Hessischen Kulturstiftung und der Kulturstiftung der Länder 1993 den Beuys-Raum für 16 Millionen Mark und erhielt eine Verlängerung des Vertrags. Nach dem Tod ihres Mannes zog Barbara Herbig die übrigen 114 Kunstwerke ihrer Sammlung zum Jahresende 1997 aus der Neuen Galerie ab.
Parallel zu den Schlitten aus The pack (das Rudel) entstand das Multiple Schlitten, Edition René Block, Berlin, und Ake pack, „ein einzelner verirrter [Schlitten] aus The pack (das Rudel)“, heute in einer Vitrine in Raum 7 im „Block Beuys“.

## Ausstellungen
Seit 1976 wurde The pack (das Rudel) dreimal ausgeliehen. Vom 2. November bis 2. Januar 1979 im Solomon R. Guggenheim Museum in New York im Rahmen der großen Beuys-Retrospektive – die erste umfassende, noch vom Künstler selbst aufgebaute, Präsentation seiner Werke in den Vereinigten Staaten. 2005 gastierte die Installation vom 4. Februar bis 2. Mai in der Tate Modern in London und war vom 11. September 2010 bis 16. Januar 2011 im Rahmen der großen Beuys-Retrospektive Parallelprozesse in der Kunstsammlung Nordrhein-Westfalen, Düsseldorf, zu sehen. Dort sind die Schlitten, abweichend von der noch von Beuys selbst arrangierten Kasseler Aufstellung, in gedrängterer Form, in Vierer- statt Dreierreihen, aufgestellt worden. Die Kuratoren orientierten sich dabei an einem früheren Arrangement dieser Installation, das auf dem Kölner Kunstmarkt von 1969 zu sehen war.
Während der documenta 14 war The pack weiterhin in der Neuen Galerie in Kassel ausgestellt.  Offiziell gehörte die Installation von Beuys nicht zur Ausstellung der documenta.